# Bien sustitutivo
En microeconomia, un bien se considera un bien sustitivo(o bien sustituto) de otro, en tanto uno de ellos puede ser consumido o usado en lugar del otro en alguno de sus posibles usos. Ejemplos clásicos de bienes sustitutivos son la margarina y la mantequilla, o el petróleo y el gas natural. El hecho de que uno de los productos sea un bien sustitutivo de otros tiene consecuencias económicas inmediatas.
Los factores que determinan la demanda de un bien son el precio del mismo producto, la renta o ingreso del sujeto, el precio de los demás productos y los gustos o preferencias del consumidor. La influencia del precio de otros productos puede ser diversa, así si el incremento del precio de otro producto provoca un incremento del consumo de mi producto, se dice que estos dos bienes son sustitutivos.
En cuanto un bien puede ser sustituido por otro; la demanda de las dos clases de bienes será considerada conjunta por el hecho de que los consumidores pueden cambiar un bien por el otro si se convierte en algo ventajoso hacer eso.
Así, un incremento del precio de uno de los bienes (ceteris paribus) provocará un incremento de la demanda de sus bienes sustitutivos y una disminución del precio (ceteris paribus) provocará una disminución de la demanda de sus sustitutivos. De esta manera se puede predecir que una subida del precio de los coches incrementará el negocio del servicio de transporte público o que la caída de los precios de los teléfonos móviles significó un abandono de la demanda de teléfonos públicos.

## Bienes sustitutivos y elasticidad cruzada de la demanda
Los bienes sustitutivos se pueden encontrar cuando la elasticidad precio demanda cruzada entre bienes es positiva. Es decir, si aumenta el precio de un bien y debido a ese cambio la demanda por otro bien aumenta, se dice que el primero es sustituto del otro.

## Sustitutivos perfectos

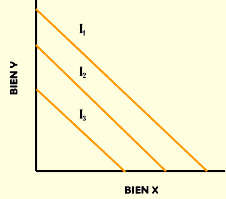
Curvas de indiferencia de bienes sustitutivos perfectos.

Es importante subrayar que cuando se habla de bienes sustitutivos se hace de dos tipos diferentes de bienes, así la sustituibilidad de uno de los bienes por otro siempre es una cuestión de grado. Un bien es un sustituto perfecto de otro, solamente si puede ser usado exactamente de la misma forma y con el mismo resultado y entonces es cuando un consumidor no tiene ningún incentivo para preferir un bien sobre el otro. El hecho resultante es que hay pocos bienes sustitutivos perfectos excepto entre dos bienes de la misma clase.
No importa la proporción relativa en que se consumen los bienes, solo la cantidad absoluta.

## Sustitutivos imperfectos
Mucho más común es la existencia de bienes sustitutivos imperfectos de otros.
Los televisores de tubo y los de pantalla plana por ejemplo pueden ser usados ambos para el mismo propósito, pero hay diferencias bastante significativas entre estos bienes y servicios.

## Bienes sustitutivos brutos y netos

### Bienes sustitutivos brutos
Se dice que el bien A es un sustituto bruto del bien B, cuando una subida del precio del bien A provoca una subida del consumo del bien B. El problema que puede presentar esta forma de definir los bienes sustitutivos es que no tienen por qué ser simétricas, es decir, de acuerdo con esta definición puede que el bien A sea sustitutivo del B, pero el B no sea sustitutivo del A. La presencia del efecto renta puede provocar efectos paradójicos.

### Bienes sustitutivos netos
Se dice que dos bienes A y B son sustitutivos netos si la subida del precio de uno de ellos provoca la subida del consumo del otro, permaneciendo constante la utilidad total del consumidor. Este análisis parte de que la variación del precio produce un efecto renta y un efecto sustitución, y define la relación entre los bienes prescindiendo del efecto renta y centrándose únicamente en el efecto sustitución. En este caso no se pueden dar asimetrías entre las relaciones de los bienes.